# Малый Аксу
Малый Аксу (каз. Кіші Ақсу) — село в Уйгурском районе Алматинской области Казахстана. Входит в состав Аксуского сельского округа. Находится примерно в 21 км к юго-юго-востоку (SSE) от села Чунджа, административного центра района. Код КАТО — 196635300.

## Население
В 1999 году численность населения села составляла 663 человек (370 мужчин и 293 женщины). По данным переписи 2009 года, в селе проживало 726 человек (367 мужчин и 359 женщин).

## Топографические карты
- Лист карты K-44-16 Большой Аксу. Масштаб: 1 : 100 000. Состояние местности на 1987 год. Издание 1991 г.